# Метрополітен Маямі
Метрополітен Маямі (англ. Metrorail) — система ліній метрополітену в місті Маямі, Флорида, США. Відкрився 20 травня 1984 року.

## Історія
Будівництво метрополітену розпочалося 3 грудня 1980 року. Початкова ділянка від «Dadeland South» до «Historic Overtown» складалася з 10 станцій та 18 км. Наступна ділянка з 5 станцій відкрилася вже 17 грудня 1984 року. Ще 5 станцій у травні 1985 року. Подальший розвиток поодинокими станціями; «Tri-Rail» в 1989 році, «Palmetto» в 2003, та «Miami Airport» в 2012 році.

## Особливості
Через те що місто знаходиться на березі Атлантичного океану, в Маямі високий рівень ґрунтових вод. Тому вся система метро побудована як естакадний метрополітен. Підземні ділянки відсутні. У метрополітені незвично великі відстані між станціями, тому середня швидкість досягає 60 км/год. Також в центрі міста працює автоматизована лінія піплмуверу з 21 станції та 7,1 км.

## Режим роботи
Працює з 5:00 до 0:00. Інтервал руху від 5 хвилин у годину пік, до 15 пізно ввечері.

## Галерея

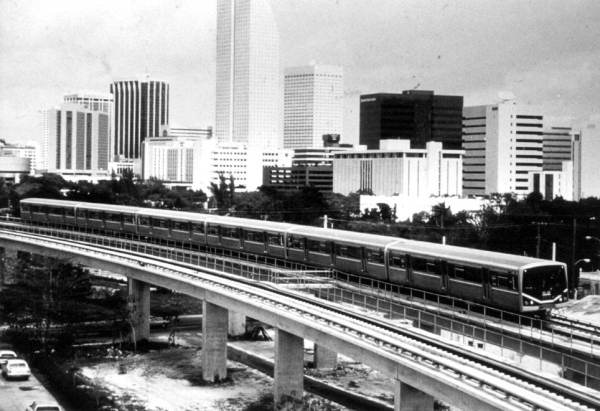
Історичне фото
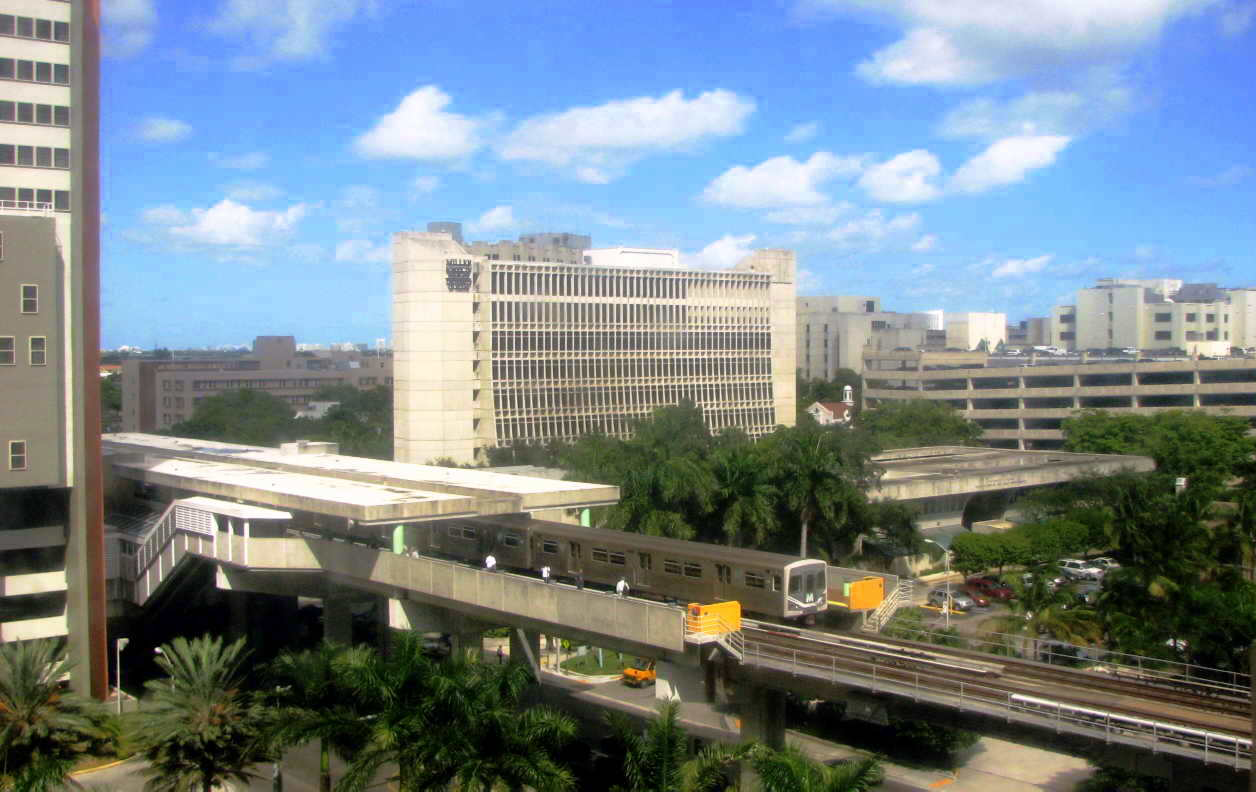
Станція «Civic Center»
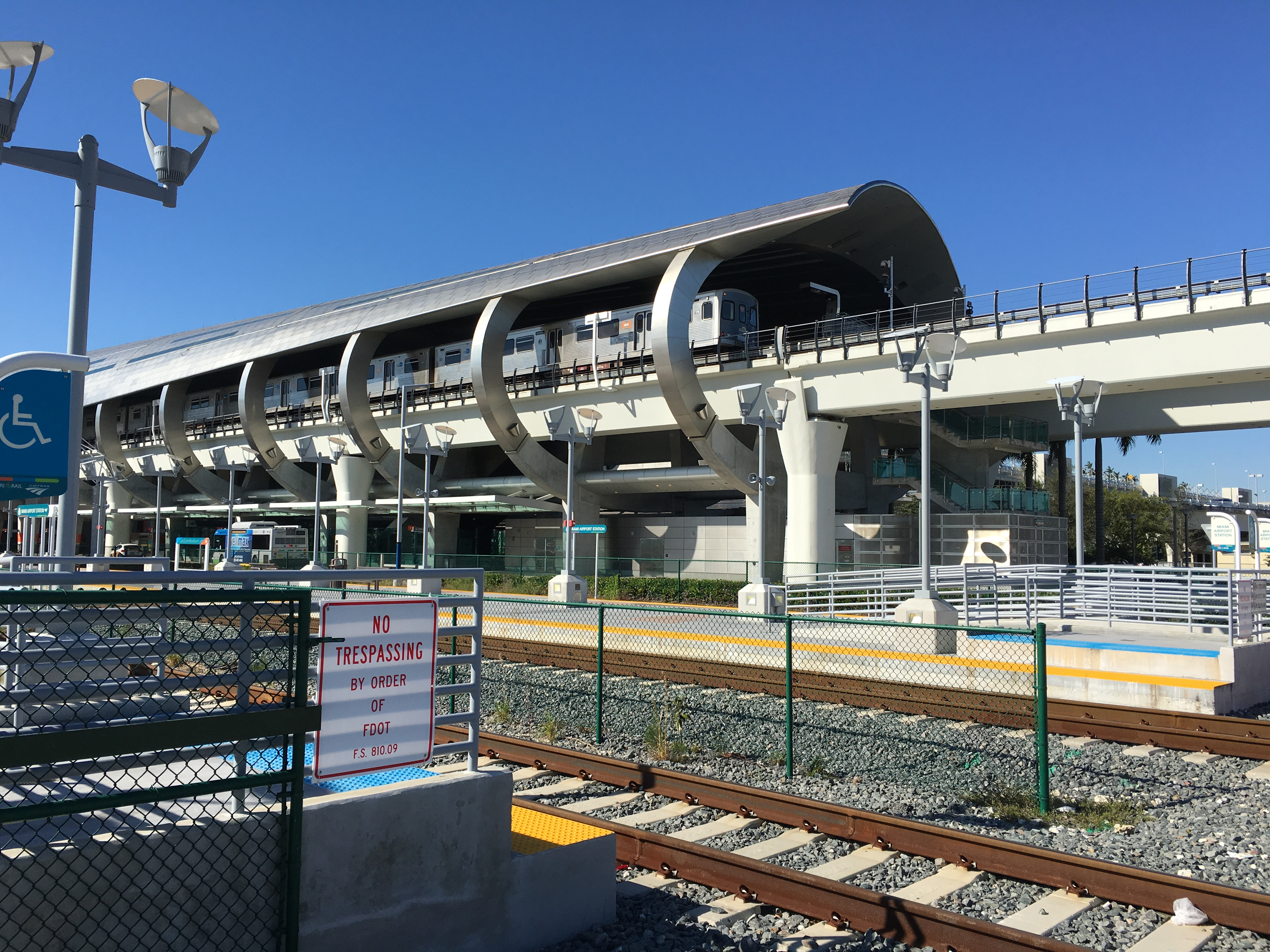
Станція «Miami Airport»
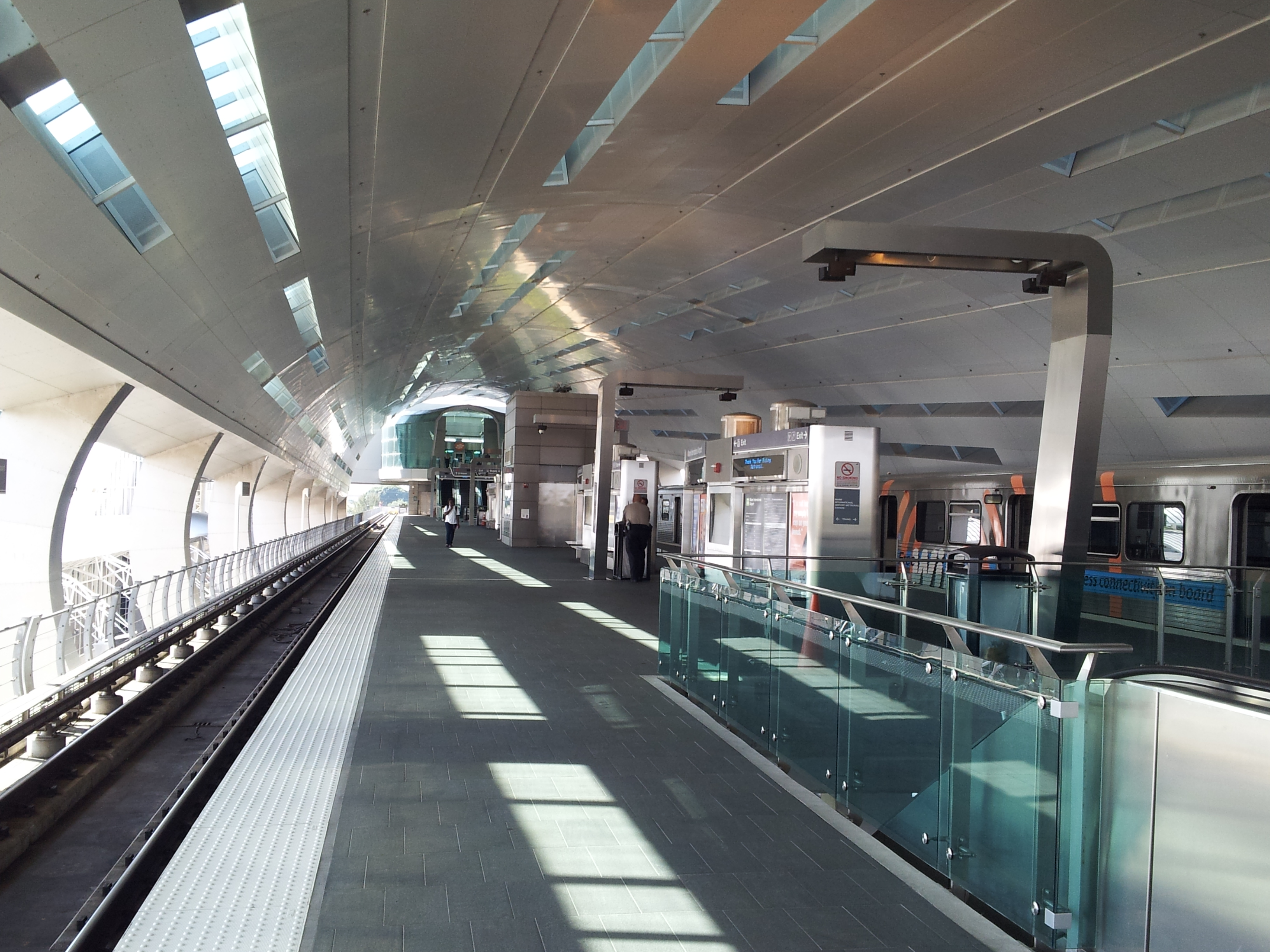
Платформа станції «Miami Airport»
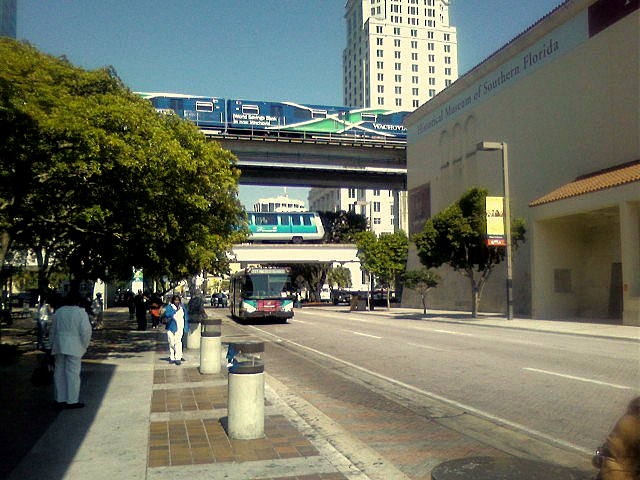
Потяг на естакаді метро (верхній рівень) та Метромувер (Нижній рівень) поблизу пересадкової станції «Transit at Government Center»